# Lijst van burgemeesters van Weesp
Dit is een lijst van burgemeesters van de voormalige Nederlandse gemeente Weesp in de provincie Noord-Holland.
Weesp is per 24 maart 2022 opgegaan in de gemeente Amsterdam.
| Ambtsperiode | Naam burgemeester                | Partij of stroming | Bijzonderheden                                                                                               |
| ------------ | -------------------------------- | ------------------ | --- |
| 1816 - 1824  | mr. Jan (J.) Schimmel            |                    | |
| 1824 - 1832  | Barend (B.) Peelen               |                    | |
| 1832 - 1837  | Harmen (H.) de Vries             |                    | |
| 1837 - 1847  | mr. Jan (J.) Schimmel            |                    | |
| 1847 - 1848  | J. van Achter                    |                    | |
| 1848 - 1859  | J.W. Heijdanus                   |                    | |
| 1860 - 1891  | Willem (W.) Bruijn Janszoon      |                    | tevens burgemeester van Weesperkarspel (1866-1895)                                                           |
| 1891 - 1908  | P. de Haan                       |                    | |
| 1908 - 1926  | Oncko Egberdinus Cleveringa      |                    | |
| 1926 - 1942  | Melle (M.) Dotinga               |                    | |
| 1942 - 1945  | Jan (J.) Brouwer                 | NSB                | In een deel van dezelfde periode tevens waarnemend burgemeester van Muiden en Nederhorst den Berg            |
| 1945 - 1950  | Melle (M.) Dotinga               |                    | |
| 1950 - 1960  | Mr. Johannes Christiaan Bührmann | CHU                | tevens waarnemend burgemeester van 's-Graveland en Ankeveen (beide 1954-1960), later burgemeester van Velsen |
| 1961 - 1975  | Mr. Cees (C.) Kooiman            | PvdA               | |
| 1975 - 1986  | Henk (H.J.) over de Linden       | PvdA               | Later waarnemend burgemeester van Muiden                                                                     |
| 1987 - 1994  | Anton (A.) Visser                | PvdA               | eerder burgemeester van Vlieland                                                                             |
| 1995 - 2006  | Mw. ing. Chris (C.) Hofkamp      | PvdA               | |
| 2006         | Wim (W.J.) Kozijn                | PvdA               | Waarnemend                                                                                                   |
| 2007 - 2014  | Bart (B.) Horseling              | PvdA               | |
| 2014 - 2022  | Bas Jan (B.J.) van Bochove       | CDA                | Waarnemend                                                                                                   |